# Кандобаєво
Кандоба́єво (рос. Кандобаево) — село у складі Петровськ-Забайкальського району Забайкальського краю, Росія. Входить до складу Катаєвського сільського поселення.

## Населення
Населення — 17 осіб (2010; 19 у 2002).
Національний склад (станом на 2002 рік):
- росіяни — 100 %